# آتنیاش
آتنیاش (انگلیسی: Atnyash) یک شهرک در شهرستان کاراایدلسکی استان باشقیرستان کشور روسیه است.